# Enrique Orizaola
Enrique Orizaola (Santander, 26 marzo 1922 – Santander, 10 giugno 2013) è stato un allenatore di calcio e calciatore spagnolo.
All'inizio del 1961 subentrò a Ljubiša Broćić sulla panchina del Barcellona, riuscendo poi a guidare il club alla prima finale di Coppa dei Campioni della sua storia, persa contro il Benfica per 3-2.

## Palmarès

### Giocatore

#### Competizioni nazionali
- Tercera División (Spagna): 1

Racing Santander: 1943-1944